# Janiszowice (powiat żarski)
Janiszowice (niem. Jähnsdorf, następnie Janów) – wieś położona w województwie lubuskim, w powiecie żarskim, w gminie Brody.
W latach 1975–1998 miejscowość należała administracyjnie do województwa zielonogórskiego.
Do 1947 roku stacjonowała tu 26 strażnica WOP.